# 貯蓄率
貯蓄率（ちょちくりつ、英: savings rate）とは、貯蓄額を可処分所得で割った比率。貯蓄には預金や投資が含まれる。国民経済計算では、国全体の貯蓄が定義され、国民可処分所得で割った国民貯蓄率があるが、通常貯蓄率といった場合には、家計貯蓄率を指すことが多い。

## 家計貯蓄率の定義
家計可処分所得＝所得のうち、税金・社会保険料等を除き個人が自由に処分でき、消費や貯蓄に回すことのできる部分
家計貯蓄率＝家計貯蓄（純）÷（家計可処分所得（純）＋年金基金年金準備金の変動（受取））
（純）＝固定資本減耗を控除
国民経済計算の家計貯蓄率は、家計可処分所得から家計最終消費支出を控除し、年金基金準備金の変動を加えたものを、家計可処分所得と年金基金準備金の変動の和で割ったものである。また、国民経済計算の可処分所得は固定資本減耗を控除しており、貯蓄は純貯蓄である。また国民経済計算では、所得と消費の両方に帰属家賃が計上されていること、高齢者を含む無職世帯など勤労者世帯以外も含んでいることなどが、家計調査との違いである。
一方家計調査には、平均貯蓄率と黒字率があるが、経済学で言う貯蓄率に近いのは、黒字率の方である。家計調査の黒字は、可処分所得から消費支出を控除したもので、これを可処分所得で割ったものが黒字率である。家計調査でいう貯蓄率は、貯蓄純増額を可処分所得で割った比率である。貯蓄純増額は、預貯金と保険の純増の合計であり、教科書的な意味の貯蓄よりも狭い概念である。
経済関係の文献では、黒字率を家計調査の貯蓄率として言及していることが多いので、注意が必要である。家計調査で、所得の調査が行われているのは勤労者世帯（農家世帯を除く）と無職世帯（高齢者は1986年から、全年齢は1989年から）だけである。一般に言われる家計調査の貯蓄率は、ほとんどの場合勤労者世帯の黒字率を指していることに注意する必要がある。

## 家計貯蓄率の推移
国民経済計算の家計貯蓄率は、統計のある1955年度以降は1974年度まで上昇し、その後2013年度まで減少し、現在は上昇に転じている。第一次石油危機の1973年度には家計貯蓄率は23.2%（1990年基準・1968SNA）だったが、2004年度には2.7%にまで低下し、2011年基準・2008SNAでは、2013年度まで下がり続け、2013年度が-0.6%だったが、それ以降は上昇し2019年度は5.6%。
家計調査の黒字率は、1980年代以降1998年まで上昇傾向を辿ってきた。その後は家計調査の黒字率も低下傾向にあるが、高齢化の影響が小さい家計調査では2005年の勤労者世帯の黒字率は25.3%と国民経済計算の家計貯蓄率とは大きな隔たりがある。平均貯蓄率は16.1%であった。
2013年度までの日本の家計貯蓄率の減少は以下の要因が仮説としてあげられている。
1. インフレ率の低下 - インフレ率が高くなると資産（金融資産や不動産など）の価格上昇率が高くなり、投資（貯蓄の一部）に回るお金が増える
2. 高齢化率の上昇 - 高齢者は年金生活が中心のため貯蓄率が低い
3. 税および社会保険料率の上昇 - 税と社会保障に払うお金が増えると貯蓄に回る余裕が減る

2013年に黒田東彦が日本銀行総裁に就任し、日本銀行のインフレ率に対する政策は大きく変化した。また家計貯蓄率が最も高い1974年度は金融緩和によりインフレ率が最も高い時期である。